# Helga Delau
Helga Delau (* 2. Oktober 1946 in Müden (Aller); † 24. März 1998 in Berlin) war eine deutsche Politikerin (CDU).

## Leben
Helga Delau absolvierte nach der Hauptschule eine Ausbildung zur Masseurin und medizinischen Bademeisterin (Physiotherapeutin). Sie war ab 1988 als Verwaltungsangestellte tätig.

## Politik und Partei
Delau gehörte für die CDU von 1989 bis 1991 der Bezirksverordnetenversammlung Wedding an. Im Berliner Abgeordnetenhaus erhielt sie 1991 ein Mandat. Sie verstarb als Mandatsträgerin. Für sie rückte Horst Faber ins Landesparlament nach.
Delau war seit 1983 CDU-Mitglied.